# Bell X-2 Starbuster
De Bell X-2 Starbuster was een Amerikaans onderzoeks- of X-vliegtuig gebouwd om te onderzoeken hoe vliegtuigen zich zouden gedragen bij snelheden rond Mach 2 tot 3.

## Ontwerp en Ontwikkeling
Bij hoge, supersonische snelheden was de controle over het toestel al een uitdaging voor de ontwerpers. Richting Mach 3 kwam daar ook de "thermale barrière" bij: de verhitting door de luchtweerstand. De Bell X-2 werd hierom gebouwd van roestvast staal en een koper-nikkellegering.
Voor de voortstuwing werd gekozen voor een raketmotor met twee verbrandingskamers, met een door de piloot te regelen vermogen tussen 11 en 67 kN op zeeniveau. In tegenstelling tot de Bell X-1 werd de X-2 uitgerust met pijlvleugels.

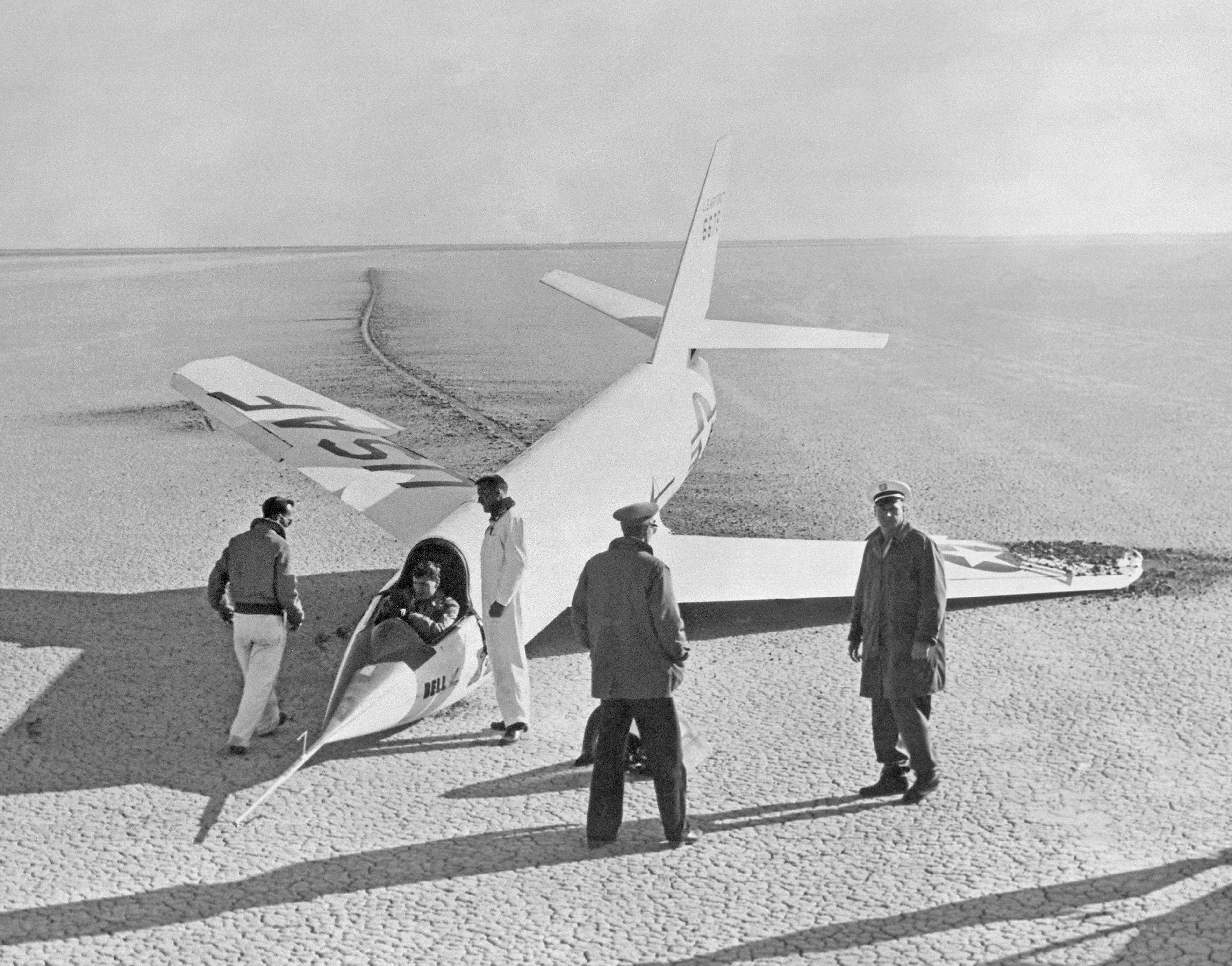
De Bell X-s na de eerste landing met doorgezakt neuswiel

## Gebruik
De eerste vlucht werd uitgevoerd op 27 juni 1952 zonder gebruik van de motor: er werd een glijvlucht gemaakt nadat het vliegtuig werd gelanceerd van een B-50 Superfortress bommenwerper met aan boord testpiloot Jean "Skip" Ziegler van Bell. Hij landde op Edwards Air Force Base. Ziegler kwam om het leven bij een vlucht met toestel nr 2 op 12 mei 1953 tijdens een test van het vloeibaar zuurstofsysteem tijdens een vlucht waarbij het toestel was verbonden met het moederschip, een zogenaamde ‘’captive flight’’, letterlijk een “gevangen vlucht”.
Op 18 november 1955 voerde Lt. Kol. Frank K. “Pete” Everest de eerste gemotoriseerde vlucht uit met toestel nummer 1. Bij zijn laatste en negende vlucht in juli het jaar daarop had hij met het toestel een nieuw snelheidsrecord bereikt met een snelheid van Mach 2,87 (3.050 km/h).
Hiermee deed de X-2 waarvoor deze was gebouwd, maar het ging allemaal niet vanzelf: Everest gaf aan dat bij hoge snelheden het vliegtuig nauwelijks reageerde op de stuurbewegingen: blijkbaar waren snelle veranderingen in luchtdruk en de invloed daarvan op de elasticiteit van de vinnen daar de oorzaak van. Deze factoren bleken uit de waarnemingen tijdens de vluchten, maar ook al uit windtunneltests en simulaties. De risico’s op instabiliteit waren vooral groot in de buurt van Mach 3.

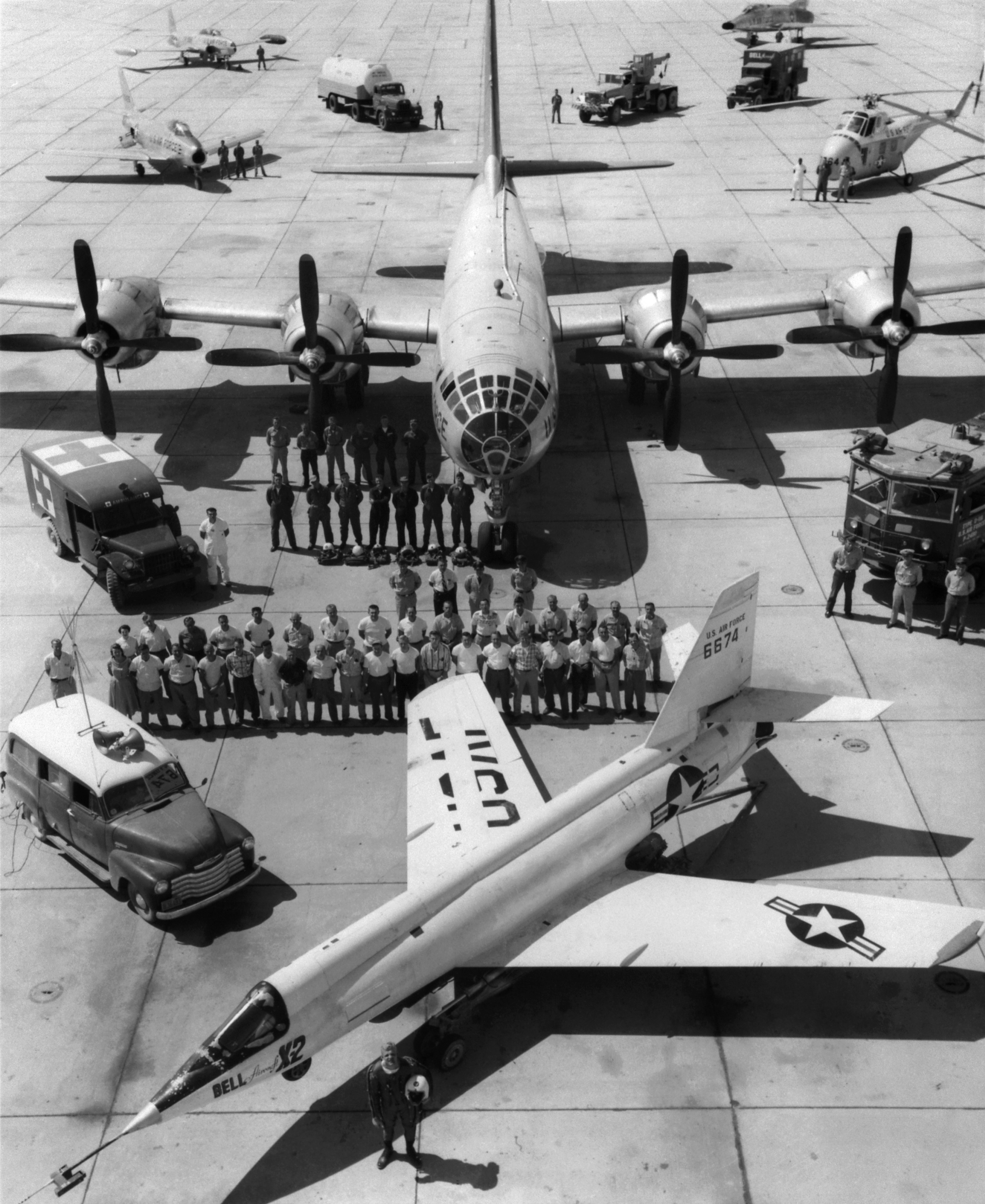
De Bell X-2, bemanning en begeleidend materieel.

Na Everest werden twee jonge testpiloten ingezet om de mogelijkheden van het vliegtuig op een nog hoger plan te testen, de kapiteins Iven C. Kincheloe en Milburn “Mel” Apt.
Kincheloe zorgde op 7 september 1956 voor een nieuw hoogterecord, voor het eerst boven 100.000 voet (30.500 m) tijdens een vlucht met als hoogste top 126.000 voet (38.466 m).
Twintig dagen later, op 27 september, werd Apt gelanceerd van de B-50 voor zijn eerste vlucht ooit in een raketvliegtuig. De opdracht was om het “optimum maximum energy flight path” te volgen, te vertalen als het meest energie-efficiënte spoor. Daarbij werd aangegeven zeer terughoudend te zijn met het uitvoeren van snelle stuurbewegingen boven Mach 2,7.
Door heel precies het aangegeven spoor te volgen behaalde Apt die dag als eerste de Mach 3 met Mach 3,2 (3.370 km/h) op 65.500 voet (19.950 m).
Tot op dat moment ging alles goed, maar om nog onduidelijke reden besloot Apt vlak na deze topsnelheid een rollende bocht te maken met een snelheid nog ruim boven Mach 3.
Het kan zijn dat zijn instrumenten een te lage snelheid aangaven of dat hij bang was te ver af te dwalen van het beoogde landingsterrein op het Rogers Dry Lake, het resultaat was dat het toestel erg instabiel werd en het was niet meer onder controle te krijgen. Dit fenomeen wordt traagheidskoppel (Eng.inertia coupling) genoemd.
Hetzelfde probleem was Chuck Yeager drie jaar eerder tegengekomen tijdens een vlucht in de Bell X-1, maar hij was in staat de controle terug te krijgen vanwege zijn grote ervaring met dat toestel. Apt heeft nog geprobeerd zich te redden door met de reddingscapsule uit het vliegtuig te springen maar dit mislukte.
Deze tragische afloop heeft ervoor gezorgd dat er jarenlang onderzoek is verricht door het National Advisory Committee for Aeronautics naar omstandigheden die vliegtuigen tegenkomen bij dergelijk hoge snelheden. Verder onderzoek ging drie jaar later verder met de North American X-15.

## Overzicht van de testvluchten
De twee vliegtuigen hebben gezamenlijk twintig vluchten uitgevoerd van 27 juni 1952 – 27 september 1956.
- 46-674 (toestel 1): zeven glijvluchten, 10 gemotoriseerde vluchten, neergestort 27 september 1956
- 46-675 (toestel 2): drie glijvluchten, geëxplodeerd 12 mei 1953

## Verdere vermeldingen
- In de film Toward the unknown met William Holden, Lloyd Nolan en Virginia Leith komt de X-2 voor als toestel waarmee een gehersenspoelde ex-krijgsgevangene tests gaat uitvoeren. Ook is de XB-51 naast andere toestellen te zien op Edwards Air Force Base.
- In de pilotaflevering van de televisieserie Quantum Leap springt Sam Beckett, gespeeld door Scott Bakula, in het lichaam van de verzonnen testpiloot Tom Stratton om met de X-2 de grens van Mach 3 te overschrijden.
- Aan het begin van de film Space Cowboys laten Frank Corvin (Clint Eastwood) en piloot William “Hank” Hawkins (Tommy Lee Jones) een verzonnen tweepersoonsversie van de X-2 neerstorten.